# Clima subpolar
El clima subpolar, subártico o boreal es un subtipo de clima continental D que se encuentra entre los 50° y los 70° de latitud, sobre todo de latitud norte, ya que en el hemisferio sur apenas lo encontramos en algunas zonas montañosas. Cuando la oscilación térmica anual es muy alta, alrededor de 50 °C, se le llama también clima frío o siberiano. Por otro lado, si es de montaña se considera que es un clima subalpino.
Ocupa las regiones manantiales de las masas de aire polar continental que alimentan el frente polar. Los inviernos son largos y rigurosos, y los veranos cortos y moderados. En invierno llegan masas de aire ártico y en verano polar marítimo. El verano suele ser la estación más lluviosa. Pero en general las precipitaciones no son muy abundantes y salvo en verano, son casi siempre en forma de nieve. En la clasificación Köppen son climas subpolares continentales Dfc, Dwc, Dsc, Dfd, Dwd y Dsd, mientras que Cfc es un clima oceánico subpolar no continental.
Tiene algunas de las variaciones estacionales de temperatura más extremas del planeta: en invierno, las Tº pueden bajar a −40 °C y en verano, exceder los 30 °C. Sin embargo, los veranos son breves; no más de tres meses anuales (pero al menos un mes) y debe tener un promedio de Tº diario de al menos 10 °C para entrar en esta categoría de clima. El clima boreal es una subcategoría del clima continental. 
Su biocenosis típica es la taiga, y su dominio morfoclimático el dominio morfoclimático periglaciar.

## Regiones típicas del clima boreal
Las regiones más típicas de este clima son: Europa del Norte desde el norte de Escandinavia hasta los montes Urales, Asia desde los montes Urales hasta Pacífico, y Norteamérica desde Alaska hasta Groenlandia.
- Gran parte de Siberia
- La mitad norte de Escandinavia (inviernos medios en regiones costeras)
- Gran parte de Hokkaidō
- Norte de China
- Gran parte de Alaska
- Gran parte de Canadá: de 50°N (promedio) a la línea de árboles, incluye:
  - Sur del Labrador (región)
  - Norte de Quebec excepto el lejano norte
  - Lejano norte de Ontario
  - El norte de Provincias de la pradera
  - Yukón
  - Territorios del Noroeste
  - Nunavut

En Argentina, el Valle de los Patos Superior presenta un clima subpolar; es de las únicas localidades del Hemisferio Sur  y de toda América Latina  que ha tenido una estación meteorológica cuyos registros muestren que posee un tipoclima del macroclima continental.
En Chile, Puerto Williams presenta un clima subpolar, donde las temperaturas promedio de los días y meses más cálidos bordean los 10 °C, siguiendo la tendencia a temperaturas menores.

## Tipos de clima subpolar
Tomando en cuenta el sistema de clasificación climática de Köppen, tenemos los siguientes climas subpolares:
- Cfc: Clima subpolar oceánico
- Dfc: Clima subpolar húmedo y clima subalpino húmedo
- Dwc: Clima subpolar monzónico y subalpino monzónico
- Dsc: Clima subpolar mediterráneo y subalpino mediterráneo
- Dfd, Dwd, Dsd: Clima subpolar extremo o fuerte

## Algunas ciudad
| Climograma de Tromsø | Climograma de Tromsø | Climograma de Tromsø | Climograma de Tromsø | Climograma de Tromsø | Climograma de Tromsø | Climograma de Tromsø | Climograma de Tromsø | Climograma de Tromsø | Climograma de Tromsø | Climograma de Tromsø | Climograma de Tromsø |
| --- | -------------------- | -------------------- | -------------------- | -------------------- | -------------------- | -------------------- | -------------------- | -------------------- | -------------------- | -------------------- | -------------------- |
| E | F                    | M                    | A                    | M                    | J                    | J                    | A                    | S                    | O                    | N                    | D                    |
| 95 -2 -7 | 87 -2 -7             | 72 -0 -5             | 64 3 -2              | 48 8 2               | 59 13 6              | 77 15 9              | 82 14 8              | 102 9 4              | 131 5 1              | 108 1 -3             | 106 -1 -5            |
| temperaturas en °C • totales de precipitación en mm fuente: World Weather Information Service |                      |                      |                      |                      |                      |                      |                      |                      |                      |                      |                      |
| Conversión sistema imperial\| E \| F \| M \| A \| M \| J \| J \| A \| S \| O \| N \| D \| \| 3.7 28 20 \| 3.4 28 20 \| 2.8 31 23 \| 2.5 37 28 \| 1.9 46 36 \| 2.3 55 43 \| 3 60 48 \| 3.2 57 46 \| 4 49 40 \| 5.2 40 33 \| 4.3 33 27 \| 4.2 30 22 \| \| temperaturas en °F • totales de precipitación en pulgadas \| \| \| \| \| \| \| \| \| \| \| \| |                      |                      |                      |                      |                      |                      |                      |                      |                      |                      |                      |
| E | F                    | M                    | A                    | M                    | J                    | J                    | A                    | S                    | O                    | N                    | D                    |
| 3.7 28 20 | 3.4 28 20            | 2.8 31 23            | 2.5 37 28            | 1.9 46 36            | 2.3 55 43            | 3 60 48              | 3.2 57 46            | 4 49 40              | 5.2 40 33            | 4.3 33 27            | 4.2 30 22            |
| temperaturas en °F • totales de precipitación en pulgadas |                      |                      |                      |                      |                      |                      |                      |                      |                      |                      |                      |

| Climograma de Yellowknife | Climograma de Yellowknife | Climograma de Yellowknife | Climograma de Yellowknife | Climograma de Yellowknife | Climograma de Yellowknife | Climograma de Yellowknife | Climograma de Yellowknife | Climograma de Yellowknife | Climograma de Yellowknife | Climograma de Yellowknife | Climograma de Yellowknife |
| --- | ------------------------- | ------------------------- | ------------------------- | ------------------------- | ------------------------- | ------------------------- | ------------------------- | ------------------------- | ------------------------- | ------------------------- | ------------------------- |
| E | F                         | M                         | A                         | M                         | J                         | J                         | A                         | S                         | O                         | N                         | D                         |
| 14.1 -23 -31 | 12.9 -19 -28              | 13.4 -11 -23              | 10.8 0 -11                | 19.1 11 1                 | 26.9 18 9                 | 35.0 21 12                | 40.9 18 10                | 32.9 10 4                 | 35.0 1 -4                 | 23.5 -10 -18              | 16.3 -20 -28              |
| temperaturas en °C • totales de precipitación en mm fuente: Environment Canada |                           |                           |                           |                           |                           |                           |                           |                           |                           |                           |                           |
| Conversión sistema imperial\| E \| F \| M \| A \| M \| J \| J \| A \| S \| O \| N \| D \| \| 0.6 −9 −24 \| 0.5 −1 −19 \| 0.5 12 −10 \| 0.4 33 12 \| 0.8 51 33 \| 1.1 65 48 \| 1.4 70 54 \| 1.6 65 51 \| 1.3 51 39 \| 1.4 34 24 \| 0.9 14 0 \| 0.6 −3 −18 \| \| temperaturas en °F • totales de precipitación en pulgadas \| \| \| \| \| \| \| \| \| \| \| \| |                           |                           |                           |                           |                           |                           |                           |                           |                           |                           |                           |
| E | F                         | M                         | A                         | M                         | J                         | J                         | A                         | S                         | O                         | N                         | D                         |
| 0.6 −9 −24 | 0.5 −1 −19                | 0.5 12 −10                | 0.4 33 12                 | 0.8 51 33                 | 1.1 65 48                 | 1.4 70 54                 | 1.6 65 51                 | 1.3 51 39                 | 1.4 34 24                 | 0.9 14 0                  | 0.6 −3 −18                |
| temperaturas en °F • totales de precipitación en pulgadas |                           |                           |                           |                           |                           |                           |                           |                           |                           |                           |                           |

| Climograma de Anchorage | Climograma de Anchorage | Climograma de Anchorage | Climograma de Anchorage | Climograma de Anchorage | Climograma de Anchorage | Climograma de Anchorage | Climograma de Anchorage | Climograma de Anchorage | Climograma de Anchorage | Climograma de Anchorage | Climograma de Anchorage |
| --- | ----------------------- | ----------------------- | ----------------------- | ----------------------- | ----------------------- | ----------------------- | ----------------------- | ----------------------- | ----------------------- | ----------------------- | ----------------------- |
| E | F                       | M                       | A                       | M                       | J                       | J                       | A                       | S                       | O                       | N                       | D                       |
| 17 -5 -13 | 19 -3 -11               | 17 1 -8                 | 13 7 -2                 | 18 13 4                 | 27 17 8                 | 43 19 11                | 74 17 10                | 73 13 5                 | 53 4 -2                 | 28 -2 -9                | 27 -5 -11               |
| temperaturas en °C • totales de precipitación en mm fuente: NOAA |                         |                         |                         |                         |                         |                         |                         |                         |                         |                         |                         |
| Conversión sistema imperial\| E \| F \| M \| A \| M \| J \| J \| A \| S \| O \| N \| D \| \| 0.7 22 9 \| 0.7 26 12 \| 0.7 34 18 \| 0.5 44 29 \| 0.7 55 39 \| 1.1 62 47 \| 1.7 65 51 \| 2.9 63 49 \| 2.9 55 41 \| 2.1 40 28 \| 1.1 28 16 \| 1.1 24 11 \| \| temperaturas en °F • totales de precipitación en pulgadas \| \| \| \| \| \| \| \| \| \| \| \| |                         |                         |                         |                         |                         |                         |                         |                         |                         |                         |                         |
| E | F                       | M                       | A                       | M                       | J                       | J                       | A                       | S                       | O                       | N                       | D                       |
| 0.7 22 9 | 0.7 26 12               | 0.7 34 18               | 0.5 44 29               | 0.7 55 39               | 1.1 62 47               | 1.7 65 51               | 2.9 63 49               | 2.9 55 41               | 2.1 40 28               | 1.1 28 16               | 1.1 24 11               |
| temperaturas en °F • totales de precipitación en pulgadas |                         |                         |                         |                         |                         |                         |                         |                         |                         |                         |                         |

| Climograma de Verkhoyansk | Climograma de Verkhoyansk | Climograma de Verkhoyansk | Climograma de Verkhoyansk | Climograma de Verkhoyansk | Climograma de Verkhoyansk | Climograma de Verkhoyansk | Climograma de Verkhoyansk | Climograma de Verkhoyansk | Climograma de Verkhoyansk | Climograma de Verkhoyansk | Climograma de Verkhoyansk |
| --- | ------------------------- | ------------------------- | ------------------------- | ------------------------- | ------------------------- | ------------------------- | ------------------------- | ------------------------- | ------------------------- | ------------------------- | ------------------------- |
| E | F                         | M                         | A                         | M                         | J                         | J                         | A                         | S                         | O                         | N                         | D                         |
| 6 -43 -49 | 6 -37 -46                 | 5 -20 -39                 | 6 -3 -22                  | 12 10 -3                  | 23 20 6                   | 33 23 9                   | 32 18 4                   | 14 9 -3                   | 13 -9 -19                 | 10 -32 -40                | 8 -40 -47                 |
| temperaturas en °C • totales de precipitación en mm fuente: Pogoda.ru.net |                           |                           |                           |                           |                           |                           |                           |                           |                           |                           |                           |
| Conversión sistema imperial\| E \| F \| M \| A \| M \| J \| J \| A \| S \| O \| N \| D \| \| 0.2 −45 −56 \| 0.2 −34 −51 \| 0.2 −4 −37 \| 0.2 26 −8 \| 0.5 50 27 \| 0.9 68 43 \| 1.3 74 48 \| 1.3 65 40 \| 0.6 47 27 \| 0.5 16 −3 \| 0.4 −26 −40 \| 0.3 −40 −52 \| \| temperaturas en °F • totales de precipitación en pulgadas \| \| \| \| \| \| \| \| \| \| \| \| |                           |                           |                           |                           |                           |                           |                           |                           |                           |                           |                           |
| E | F                         | M                         | A                         | M                         | J                         | J                         | A                         | S                         | O                         | N                         | D                         |
| 0.2 −45 −56 | 0.2 −34 −51               | 0.2 −4 −37                | 0.2 26 −8                 | 0.5 50 27                 | 0.9 68 43                 | 1.3 74 48                 | 1.3 65 40                 | 0.6 47 27                 | 0.5 16 −3                 | 0.4 −26 −40               | 0.3 −40 −52               |
| temperaturas en °F • totales de precipitación en pulgadas |                           |                           |                           |                           |                           |                           |                           |                           |                           |                           |                           |

| Climograma de Samedan | Climograma de Samedan | Climograma de Samedan | Climograma de Samedan | Climograma de Samedan | Climograma de Samedan | Climograma de Samedan | Climograma de Samedan | Climograma de Samedan | Climograma de Samedan | Climograma de Samedan | Climograma de Samedan |
| --- | --------------------- | --------------------- | --------------------- | --------------------- | --------------------- | --------------------- | --------------------- | --------------------- | --------------------- | --------------------- | --------------------- |
| E | F                     | M                     | A                     | M                     | J                     | J                     | A                     | S                     | O                     | N                     | D                     |
| 30 -2 -18 | 25 -0 -17             | 31 3 -12              | 44 6 -6               | 81 12 -1              | 87 16 2               | 89 18 3               | 99 18 3               | 72 15 -0              | 59 11 -4              | 54 4 -11              | 31 -2 -16             |
| temperaturas en °C • totales de precipitación en mm fuente: MeteoSchweiz |                       |                       |                       |                       |                       |                       |                       |                       |                       |                       |                       |
| Conversión sistema imperial\| E \| F \| M \| A \| M \| J \| J \| A \| S \| O \| N \| D \| \| 1.2 28 0 \| 1 32 1 \| 1.2 37 11 \| 1.7 44 22 \| 3.2 53 30 \| 3.4 60 35 \| 3.5 65 37 \| 3.9 64 37 \| 2.8 59 32 \| 2.3 51 24 \| 2.1 38 13 \| 1.2 29 3 \| \| temperaturas en °F • totales de precipitación en pulgadas \| \| \| \| \| \| \| \| \| \| \| \| |                       |                       |                       |                       |                       |                       |                       |                       |                       |                       |                       |
| E | F                     | M                     | A                     | M                     | J                     | J                     | A                     | S                     | O                     | N                     | D                     |
| 1.2 28 0 | 1 32 1                | 1.2 37 11             | 1.7 44 22             | 3.2 53 30             | 3.4 60 35             | 3.5 65 37             | 3.9 64 37             | 2.8 59 32             | 2.3 51 24             | 2.1 38 13             | 1.2 29 3              |
| temperaturas en °F • totales de precipitación en pulgadas |                       |                       |                       |                       |                       |                       |                       |                       |                       |                       |                       |

| Climograma de Luleå | Climograma de Luleå | Climograma de Luleå | Climograma de Luleå | Climograma de Luleå | Climograma de Luleå | Climograma de Luleå | Climograma de Luleå | Climograma de Luleå | Climograma de Luleå | Climograma de Luleå | Climograma de Luleå |
| --- | ------------------- | ------------------- | ------------------- | ------------------- | ------------------- | ------------------- | ------------------- | ------------------- | ------------------- | ------------------- | ------------------- |
| E | F                   | M                   | A                   | M                   | J                   | J                   | A                   | S                   | O                   | N                   | D                   |
| 32 -7 -13 | 26 -6 -13           | 23 -1 -9            | 18 4 -3             | 23 11 2             | 32 17 9             | 42 20 12            | 42 18 11            | 31 12 6             | 34 6 0              | 31 -2 -6            | 27 -6 -11           |
| temperaturas en °C • totales de precipitación en mm fuente: World Weather Information |                     |                     |                     |                     |                     |                     |                     |                     |                     |                     |                     |
| Conversión sistema imperial\| E \| F \| M \| A \| M \| J \| J \| A \| S \| O \| N \| D \| \| 1.3 19 9 \| 1 21 9 \| 0.9 30 16 \| 0.7 39 27 \| 0.9 52 36 \| 1.3 63 48 \| 1.7 68 54 \| 1.7 64 52 \| 1.2 54 43 \| 1.3 43 32 \| 1.2 28 21 \| 1.1 21 12 \| \| temperaturas en °F • totales de precipitación en pulgadas \| \| \| \| \| \| \| \| \| \| \| \| |                     |                     |                     |                     |                     |                     |                     |                     |                     |                     |                     |
| E | F                   | M                   | A                   | M                   | J                   | J                   | A                   | S                   | O                   | N                   | D                   |
| 1.3 19 9 | 1 21 9              | 0.9 30 16           | 0.7 39 27           | 0.9 52 36           | 1.3 63 48           | 1.7 68 54           | 1.7 64 52           | 1.2 54 43           | 1.3 43 32           | 1.2 28 21           | 1.1 21 12           |
| temperaturas en °F • totales de precipitación en pulgadas |                     |                     |                     |                     |                     |                     |                     |                     |                     |                     |                     |

| Climograma de Kiruna | Climograma de Kiruna | Climograma de Kiruna | Climograma de Kiruna | Climograma de Kiruna | Climograma de Kiruna | Climograma de Kiruna | Climograma de Kiruna | Climograma de Kiruna | Climograma de Kiruna | Climograma de Kiruna | Climograma de Kiruna |
| --- | -------------------- | -------------------- | -------------------- | -------------------- | -------------------- | -------------------- | -------------------- | -------------------- | -------------------- | -------------------- | -------------------- |
| E | F                    | M                    | A                    | M                    | J                    | J                    | A                    | S                    | O                    | N                    | D                    |
| 30 -11 -22 | 25 -9 -20            | 26 -5 -18            | 27 -1 -9             | 34 8 -2              | 49 15 5              | 86 18 7              | 74 15 5              | 49 10 1              | 47 -2 -11            | 42 -7 -13            | 34 -9 -20            |
| temperaturas en °C • totales de precipitación en mm fuente: SMHI |                      |                      |                      |                      |                      |                      |                      |                      |                      |                      |                      |
| Conversión sistema imperial\| E \| F \| M \| A \| M \| J \| J \| A \| S \| O \| N \| D \| \| 1.2 12 −7 \| 1 16 −4 \| 1 23 −1 \| 1.1 30 15 \| 1.3 47 29 \| 1.9 59 41 \| 3.4 64 45 \| 2.9 59 42 \| 1.9 49 33 \| 1.9 28 13 \| 1.7 20 8 \| 1.3 16 −4 \| \| temperaturas en °F • totales de precipitación en pulgadas \| \| \| \| \| \| \| \| \| \| \| \| |                      |                      |                      |                      |                      |                      |                      |                      |                      |                      |                      |
| E | F                    | M                    | A                    | M                    | J                    | J                    | A                    | S                    | O                    | N                    | D                    |
| 1.2 12 −7 | 1 16 −4              | 1 23 −1              | 1.1 30 15            | 1.3 47 29            | 1.9 59 41            | 3.4 64 45            | 2.9 59 42            | 1.9 49 33            | 1.9 28 13            | 1.7 20 8             | 1.3 16 −4            |
| temperaturas en °F • totales de precipitación en pulgadas |                      |                      |                      |                      |                      |                      |                      |                      |                      |                      |                      |

| Climograma de Anádyr | Climograma de Anádyr | Climograma de Anádyr | Climograma de Anádyr | Climograma de Anádyr | Climograma de Anádyr | Climograma de Anádyr | Climograma de Anádyr | Climograma de Anádyr | Climograma de Anádyr | Climograma de Anádyr | Climograma de Anádyr |
| --- | -------------------- | -------------------- | -------------------- | -------------------- | -------------------- | -------------------- | -------------------- | -------------------- | -------------------- | -------------------- | -------------------- |
| E | F                    | M                    | A                    | M                    | J                    | J                    | A                    | S                    | O                    | N                    | D                    |
| 40 -19 -26 | 44 -17 -25           | 38 -15 -22           | 23 -8 -16            | 13 2 -4              | 16 12 4              | 36 16 9              | 45 14 8              | 32 8 3               | 29 -1 -6             | 36 -8 -15            | 33 -16 -23           |
| temperaturas en °C • totales de precipitación en mm fuente: Погода и климат |                      |                      |                      |                      |                      |                      |                      |                      |                      |                      |                      |
| Conversión sistema imperial\| E \| F \| M \| A \| M \| J \| J \| A \| S \| O \| N \| D \| \| 1.6 −1 −14 \| 1.7 1 −12 \| 1.5 6 −7 \| 0.9 17 4 \| 0.5 36 25 \| 0.6 53 39 \| 1.4 61 48 \| 1.8 57 46 \| 1.3 47 37 \| 1.1 30 21 \| 1.4 17 6 \| 1.3 4 −9 \| \| temperaturas en °F • totales de precipitación en pulgadas \| \| \| \| \| \| \| \| \| \| \| \| |                      |                      |                      |                      |                      |                      |                      |                      |                      |                      |                      |
| E | F                    | M                    | A                    | M                    | J                    | J                    | A                    | S                    | O                    | N                    | D                    |
| 1.6 −1 −14 | 1.7 1 −12            | 1.5 6 −7             | 0.9 17 4             | 0.5 36 25            | 0.6 53 39            | 1.4 61 48            | 1.8 57 46            | 1.3 47 37            | 1.1 30 21            | 1.4 17 6             | 1.3 4 −9             |
| temperaturas en °F • totales de precipitación en pulgadas |                      |                      |                      |                      |                      |                      |                      |                      |                      |                      |                      |